# Total TV Hockey League
Die Total TV Hockey League ist eine internationale Eishockeyliga, die im Jahre 2012 für Vereine der Balkanstaaten eingerichtet wurde. Die bislang einzige Saison wurde nach nur drei Spielen abgebrochen.

## Geschichte
Es hatten die vier Mannschaften HK Bosna (aus Bosnien und Herzegowina), HK Skopje (aus Mazedonien), Red Star Sofia (aus Bulgarien) und Iraklis Thessaloniki (aus Griechenland) ihre Teilnahme zugesagt. Insgesamt waren sechs Turniere, davon vier in Skopje und zwei in Sarajevo geplant. Weitere Spiele sollten in Sofia stattfinden.
Die Liga stand unter Verwaltung der Balkan Ice Hockey Union. Vertreter der IIHF hatten sich für das Eröffnungsspiel angekündigt.
Ein Teil der Spiele wurde auf einer Kunststofffläche ausgetragen.
Sponsor der Liga war Total TV, eine Fernsehgesellschaft aus Mazedonien. Daher wurden die Spiele auch auf dem  Mazedonischen Fernsehsender MTV1 (МТВ1) übertragen.
Nach drei Spielen wurde die Liga aufgrund widriger Umstände abgebrochen. Einerseits war es aufgrund winterlicher Bedingungen einigen Teilnehmern unmöglich, Termine wahrzunehmen; andererseits gab es nach dem Einsturz der Ballondecke der Eishalle vor der Olympiahalle Zetra in Sarajevo keinen Ersatz für die dort geplanten Spiele.

## Begegnungen
| 14. Januar 2012 | HK Skopje Nino Perković (6:00) Ivan Bačovski (25:56), (59:48) Stefan Deckovski (42:38) | 4:5 (2:1, 0:2, 2:2) Spielbericht | Iraklis Thessaloniki | Boris Trajkovski Eishalle, Skopje Zuschauer: 200 |

| 20. Januar 2012 | HK Skopje | 2:9 (1:2, 1:3, 0:4) | HK Bosna | Eishalle Kale, Skopje |

| 22. Januar 2012 zunächst für den 21. Januar, 21:30 Uhr geplant | HK Skopje | 1:3 (0:1, 1:1, 0:1) | HK Bosna | Skopje |

Zu den Begegnungen Iraklis Thessaloniki – HK Skopje am 20. Januar (21:30 Uhr) und 22. Januar (9:00 Uhr) kam es aufgrund der Absage von Iraklis Thessaloniki nicht.
Danach wurden keine weiteren Spiele mehr durchgeführt. Ob die Liga überhaupt fortgeführt wird, ist unbekannt.